# 五島玄雅
五島玄雅（日语：／ Gotō Harumasa，1548年—1612年4月8日），日本戰國大名、肥前國福江藩初代藩主。他是一個吉利支丹大名，洗禮名路易（日语：ルイス）。
五島玄雅是宇久純定的第三子，最初名叫宇久玄雅。1566年，由於傳教士路易斯·德·阿爾梅達神父治好了純定的病，純定夫妻都接受了基督信仰，玄雅也奉父親之命入教。1571年，出繼大濱氏家統的二哥純堯回歸宇久氏並繼承家督之位，因此將玄雅入繼大濱氏家統，改名大濱玄雅。
1586年（天正14年），羽柴秀吉改姓豐臣，他作為宇久家的使者前往大坂祝賀。1587年（天正15年），秀吉發佈伴天連追放令，限制天主教的傳播。掌握宇久家實權的宇久盛重對領內的吉利支丹進行鎮壓。玄雅被迫與侄兒五島純玄一起出奔長崎，後來在島津氏的幫助下才得以復歸。
1592年（文祿元年），玄雅與五島純玄一起參加侵略朝鮮的文祿之役，在此期間改名五島玄雅。1594年（文祿3年），純玄在休戰期間因天花去世，指定玄雅為繼承人。但玄雅害怕引起家中對立，執意推辭。後來在小西行長的勸說下，玄雅指定從兄弟宇久盛長的長子五島盛利為繼承人，方才說服了反對派，得以繼任當主。
1597年（慶長2年），被賜予豐臣姓，後繼續參加慶長之役。1600年（慶長5年）關原之戰爆發後，五島家保持中立，因此在戰後被封為第一代福江藩主。1612年（慶長17年）去世，養子盛利繼位。